# Saronno
Saronno är en ort och kommun i provinsen Varese i regionen Lombardiet i Italien. Kommunen hade 39 415 invånare (2018).